# Blackfriars Theatre
Blackfriars Theatre war die Bezeichnung von zwei Theatern, die in der City of London am Ende des 16. und in der ersten Hälfte des 17. Jahrhunderts nacheinander bestanden.

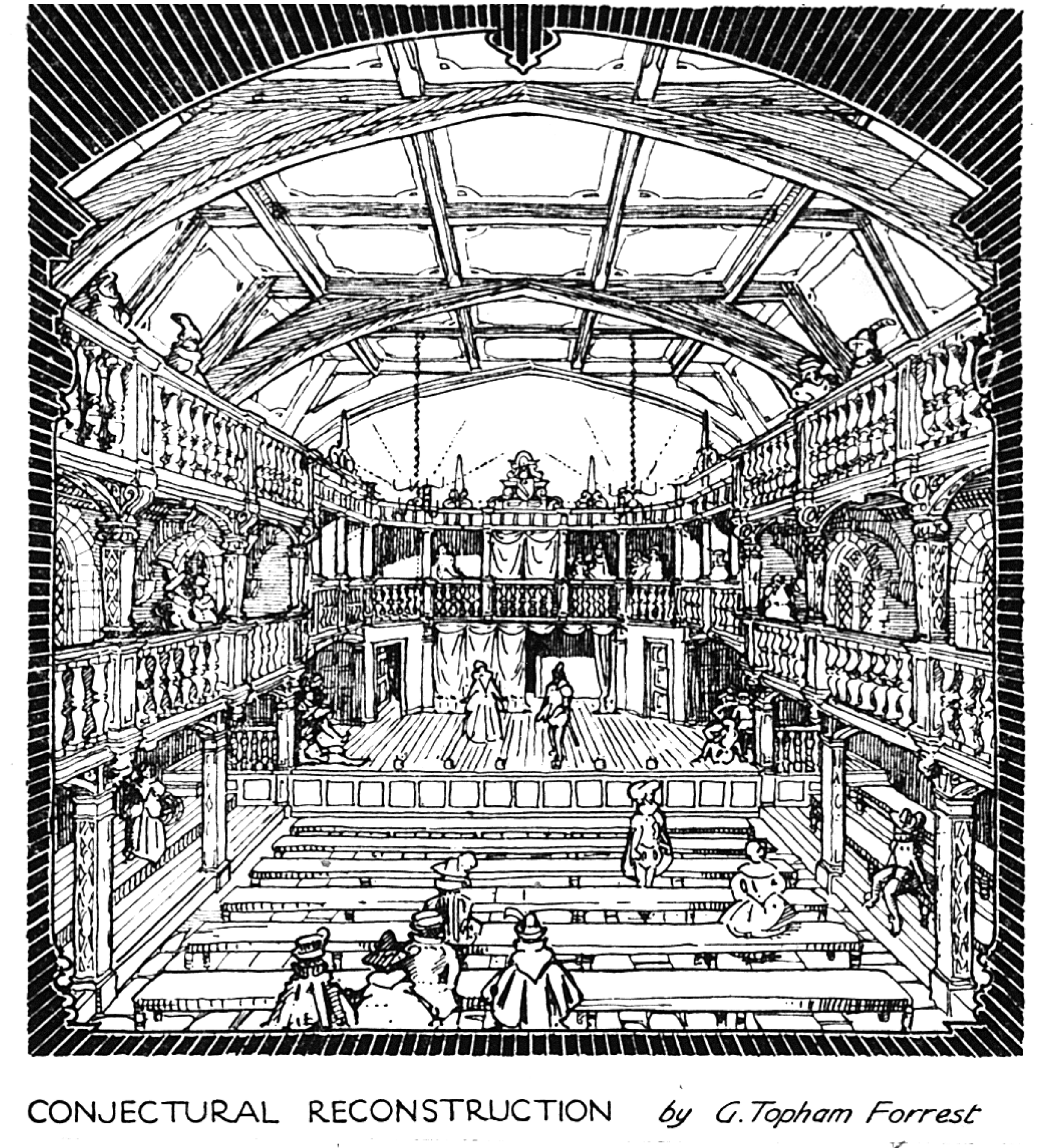
Mutmaßliche Nachbildung des zweiten Blackfriars Theatre nach zeitgenössischen Belegen von G. Topham Forrest, 1921

## Geschichte
Ab 1576 mietete Richard Farrant (* ca. 1530; † 1580) Teile eines aufgelassenen Dominikaner-Klosters (Blackfriars) für die Children of the Chapel Royal, ein von ihm geleitetes königliches Knaben-Theater. Dort konnten die jugendlichen Schauspieler proben, bevor sie ihre Stücke bei Hofe aufführten. 1596 erwarb der rührige Theaterunternehmer James Burbage (* ca. 1531; † 1597) einen anderen Teil des Klosters und baute ihn in eine hallenartige Schaubühne um. Wegen wütender Proteste der vornehmen Nachbarn, welche um das Ansehen der Gegend fürchteten, musste er sein Schauspielhaus allerdings nach einiger Zeit wieder an Kinderbühnen verpachten. Er vererbte die Spielstätte 1597 seinem Sohn Richard Burbage, der erfolgreicher Schauspieler der Lord Chamberlain’s Men war. William Shakespeare schrieb für diese Truppe, die sich ab 1603 The King's Men nennen durfte, zahlreiche Theaterstücke.
Zum großen Unwillen einiger adliger Anwohner entwickelte sich das zweite Blackfriars Theatre (schon das ältere Kindertheater trug diesen Namen) ab 1608 zur vielbesuchten Winterresidenz von Shakespeares Schauspieltruppe. Im Gegensatz zum offenen Globe Theatre konnte in einem geschlossenen, intimeren Saal gespielt werden, der neue Möglichkeiten bot. Erstmals konnten Musikstücke und Lichteffekte in die Theateraufführungen integriert werden. Beim Ausbruch des Englischen Bürgerkrieges 1642 wurde das Blackfriars Theatre zwangsweise geschlossen, verfiel zur Ruine und wurde schließlich am 6. August 1655 abgebrochen.

## Nachbildungen
- 1962 benannte sich das 1950 gegründete Catholic Theatre of Rochester (New York), in Blackfriars Theatre um. Die Off-Broadway-Kompagnie verfügt seit 1997 mit einem renovierten historischen Theater über ein eigenes Schauspielhaus im Kulturviertel von Rochester.
- Am 21. September 2001 eröffnete die seit 1988 bestehende amerikanische Wanderbühne Shenandoah Shakespeare Express (heute: American Shakespeare Center) in Staunton (Virginia) einen Nachbau des historischen Blackfriars Theatre als The Blackfriars Playhouse. Es werden neben Shakespeare-Dramen auch die Stücke anderer Renaissance-Autoren aufgeführt. Zum Konzept des Schauspielhauses gehört ein umfangreiches schulpädagogisches Programm.